# شهرستان پین (اکلاهما)
شهرستان پین، اکلاهما (به انگلیسی: Payne County, Oklahoma) شهرستانی در ایالات متحده آمریکا است که در اکلاهما واقع شده‌است.

## خصوصیات
شهرستان پین ۱٬۸۰۵٫۲۳ کیلومترمربع مساحت دارد.